# Pirro Marconi
Pirro Marconi (Verona, 1º gennaio 1897 – Formia, 30 aprile 1938) è stato un archeologo italiano.

## Biografia
Nacque il capodanno del 1897 da Antonella Levi e dal violinista Pietro Marconi. S'iscrisse in lettere all'Università di Roma, ma decise di arruolarsi come volontario tra gli alpini nel maggio 1915, interrompendo momentaneamente gli studi. Ottenuto il grado di ufficiale rimase in ruolo durante la Grande Guerra. Alla fine del conflitto gli furono conferite due medaglie d'argento, poi riprese gli studi e si laureò nel luglio 1920 con una tesi sulle rappresentazioni scultoree di Antinoo. Questo fu il primo lavoro ad apparire sul tema dopo il più ricercato di Lorentz Dietrichson del 1884.
In seguito cominciò a frequentare la Scuola Archeologica di Roma. Qui conobbe la collega Jole Bovio, colla quale si sposerà in futuro. Dal 1923 al 1924 entrambi gli archeologi furono borsisti presso la Scuola Archeologica Italiana di Atene, mentre conseguì al contempo una laurea in filosofia.
Nel 1926 ottenne la libera docenza in archeologia, poi fu assunto come ispettore per la Soprintendenza del Veneto orientale ed in seguito lavorò in Sicilia, per il Museo Archeologico di Palermo.
Lavorò anche all'Università di Cagliari e alla Federico II di Napoli, dove ebbe come discepolo Alfonso De Franciscis.
Morì in un tragico incidente aereo di ritorno dall'Albania.